# 320 Katarina
320 Katarina (mednarodno ime je 320 Katharina) je asteroid v glavnem asteroidnem pasu. 
Pripada družini asteroidov Eos.

## Odkritje
Asteroid je odkril avstrijski astronom J. Palisa 11. oktobra 1891 na Dunaju . 

## Lastnosti
Asteroid Katarina obkroži Sonce v 5,23 letih. Njegova tirnica ima izsrednost 0,113, nagnjena pa je za 9,381° proti ekliptiki. Njegov premer je med 17 in 37 km.